# 루이스 1세 (스페인)
 루이스 1세(스페인어: Luis I de España 루이스 1 데 에스파냐[*], 1707년 8월 25일 ~ 1724년 8월 31일, 재위:1724년 1월 15일 ~ 1724년 8월 31일)은 펠리페 5세의 장자로 7개월간 스페인의 왕이었다.

## 생애
루이스 1세는 1707년 펠리페 5세와 그의 제1비 마리아 루이사 디 사보이아 왕녀의 장자로 태어났다. 1709년 부왕으로부터 아스투리아스 공에 임명되었으며 1717년 어머니인 마리아 루이사가 동생들을 남기고 죽었다. 1722년 1월 20일 오를레앙의 루이즈 엘리자베트와 결혼하였다. 그녀는 루이스보다 2살이 어렸으나 1742년까지 살아있었다.
1724년 1월 15일 부왕의 퇴위로 루이스 1세가 되었으나, 7개월 만인 그해 8월 31일에 천연두로 사망하였다. 왕위는 아버지인 펠리페 5세에게 다시 돌아왔다.
| 전임 펠리페 5세 | 스페인의 왕 1724년 | 후임 펠리페 5세 |

| 전임 공석 1699년까지 호세 페르난도 | 아스투리아스 공 1709년 ~ 1724년 | 후임 페르난도 |